# Clarence Brant
Clarence Brant je název českého vydání dobrodružné románové trilogie o osudech Clarence Branta, původně osiřelého jedenáctiletého chlapce, kterou napsal americký spisovatel Francis Bret Harte.
Trilogie se skládá z těchto částí:
- A Waif of the Plains (1890, Nalezenec z plání), česky jako Ztraceni v pustině.
- Susy: A Story of the Plains (1893, Susy, příběh z plání).
- Clarence (1895).

## Obsah trilogie
V prvním díle se vypráví, jak se jedenáctiletý osiřelý chlapec Clarence a sedmiletá dívka Susy pouhou náhodou zachrání při nájezdu Indiánů na zlatokopeckou výpravu, se kterou cestují po tzv. Oregonské stezce do Kalifornie. Výprava je jinak zcela vyvražděna včetně dívčiných rodičů. Susy je pak adoptována bezdětnými manžely a Clarence prožívá další dobrodružství. Chce se stát zlatokopem a dovídá se o tajemném původu a životě svého otce.
Ve druhém díle Clarence dospívá v muže a prožívá velkou lásku ke své někdejší malé kamarádce. Ve třetím díle pak sehraje významnou úlohu ve válce Severu proti Jihu.

## Česká vydání
- Ztraceni v pustině, Jan Otto, Praha 1917, přeložil Jiří Felix, pestrých osudů Clarence Branta část I.
- Susy, Jan Otto, Praha 1918, přeložil Jiří Felix, pestrých osudů Clarence Branta část II.
- Clarence, Jan Otto, Praha 1920, přeložil Jiří Felix, pestrých osudů Clarence Branta část III.
- Ztracení v prérii, Čeněk Semerád, Praha 1925, přeložil Čeněk Semerád,
- Ztraceni v pustině, Bedřich Kočí, Praha (1926, přeložila Luisa Baštecká,
- Susy (1926), , Bedřich Kočí, Praha (1926, přeložila Luisa Baštecká,
- Clarence (1926), Bedřich Kočí, Praha (1926), přeložila Milada Nováková,
- Ztraceni v pustině, SNDK, Praha 1958, přeložila Anna Kučerová, znovu 1965.
- Ztraceni v pustině, v edici Statečná srdce, Růže, České Budějovice 1970, přeložila Anna Kučerová,
- Clarence Brant, Svoboda, Praha 1972, přeložil Vilém Opatrný, souhrnné vydání všech tří částí autorovy románové trilogie.
- Sníh v Orlím dvoře; Ztraceni v pustině, Albatros, Praha 1973, přeložili Jindřich Kovanda a Anna Kučerová,
- Tajemství umrlčí rokle, Magnet-Press, Praha 1991, jedná se o upravený překlad knihy Ztraceni v pustině